# El milió
 El milió  (original: Le Million) és una pel·lícula francesa presentada com una comèdia musical, dirigida per René Clair, estrenada el 1931 i doblada al català.

## Argument
Michel (René Lefèvre) és un artista pintor sense sou, que viu a les golfes d'un immoble parisenc en companyia de Prosper (Jean-Louis Allibert), escultor i Béatrice (Annabella), ballarina estrella. Encara que compromès amb Béatrice, afalagada per Prosper, Michel flirteja amb una bonica americana, Wanda. Perseguit pels seus creditors, acorralat a la planta baixa pel conjunt dels comerciants del barri, s'assabenta que el seu bitllet de loteria ha guanyat un milió de florins. Desgraciadament, en la confusió de la persecució, un cap mafiós de nom La Tulipe (Paul Ollivier), oficialment honrat drapaire, ha entrat al pis de Béatrice i per escapar a la policia ha manllevat la vella jaqueta de Michel. La Tulipa s'afanya de revendre la jaqueta a un artista líric, Sopranelli, a punt de marxar a Amèrica i a la recerca d'una vestimenta pel seu paper a «els bohemis». S'adona que el bitllet guanyador es trobava a la butxaca de la jaqueta.

## Repartiment
- Annabella: Béatrice
- René Lefèvre: Michel Bouflette
- Jean-Louis Allibert: Prosper
- Paul Ollivier: Pare La Tulipe
- Constantin Siroesco: Ambrosio Sopranelli
- Raymond Cordy: el taxista
- Vanda Gréville: Vanda
- Odette Talazac: la cantant
- Pedro Elviro (Pitouto): el regidor
- Jane Pierson: la dependenta
- André Michaud: el carnisser
- Armand Bernard
- Gabrielle Rosny

## Al voltant de la pel·lícula
- El milió formava part de les 10 millors pel·lícules de tots els temps en la primera classificació de 1952 de Sight and Sound, la revista del British Film Institute. Caient les comèdies musicals en desús, ja no en formarà part ulteriorment.
- Destacar l'estranya similitud amb A Night at the Opera dels The Marx Brothers dirigida només 4 anys més tard.
- Algunes escenes cultes: la persecució creuada "chaplinesca" de Michel i La Tulipa, el partit de Rugby als passadissos de l'òpera, la reconciliació muda dels amants darrere els decorats de l'òpera duplicada pel duo de cantants lírics, etc.